# Deontay Wilder
Deontay Leshun Wilder (* 22. Oktober 1985 in Tuscaloosa, Alabama) ist ein US-amerikanischer Profiboxer und ehemaliger WBC-Weltmeister im Schwergewicht. Als Amateur gewann er 2008 eine olympische Bronzemedaille im Schwergewicht (bis 91 kg).

## Amateurkarriere
Deontay Wilder besuchte in Tuscaloosa die Central High School und war dort ein vielseitiger Sportler, der Basketball, Football, Baseball und Leichtathletik betrieb. Das Ziel des 2,01 m großen jungen Mannes war es in jenen Jahren, entweder Basketball- oder Footballprofi zu werden. Als er 2005 Vater eines Mädchens wurde, verdiente er sich Geld als Kraftfahrer. Er entschloss sich dann, Boxer zu werden, und absolvierte seinen ersten Kampf am 19. Oktober 2005. Er gehörte dem Skyy Boxing Club an; sein Trainer ist bis heute Jay Deas.
Über Siege bei den Alabama Golden Gloves und den Southern Golden Gloves qualifizierte er sich 2007 für die National Golden Gloves in Chattanooga. Mit der geringen Erfahrung von 14 Kämpfen wurde er mit Siegen über Mario Morales, Marc Ward, José Flores, den früheren Junioren-Weltmeister Isiah Thomas und David Thompson Golden Gloves Champion 2007 im Schwergewicht. Anschließend überzeugte er auch bei den US-amerikanischen Meisterschaften in Colorado Springs. Er wurde dort mit Siegen über Quantis Graves, Adam Willett (kampflos) und James Zimmermann US-amerikanischer Meister im Schwergewicht. Im Anschluss daran besiegte er bei der US-amerikanischen Olympiavorausscheidung (Trials) in Houston zum dritten Mal die US-amerikanische Elite der Schwergewichtler. Er gewann gegen Anthony Tettis, Joe Guzman und zweimal gegen Quantis Graves und sicherte sich damit die Teilnahme zur Weltmeisterschaft 2007 in Chicago und zur US-amerikanischen Olympiaausscheidung.
Bei der Weltmeisterschaft der Amateure im Schwergewicht in Chicago verlor Wilder den ersten Kampf gegen den Polen Krzysztof Zimnoch nach Punkten (20:23). Erfolgreicher war er beim Test-Turnier für die Olympischen Spiele 2007 in Peking. Er gewann dort gegen Leilei Wang aus China (25:17) und Wadim Lichman aus Russland (+16:26) nach Punkten, konnte aber zum Endkampf gegen Daniel Price aus England wegen einer Verletzung nicht mehr antreten. In einem sich daran anschließenden Länderkampf gegen Kasachstan in Zunyi/China besiegte Deontay Wilder den Kasachen Chamasat Gelitschkanow durch Abbruch in der dritten Runde.
Im Jahre 2008 konzentrierte sich Deontay Wilder ganz auf die Qualifikation für die Olympischen Spiele in Peking und die Vorbereitung dafür. Er startete deshalb nicht bei den National Golden Gloves und den US-amerikanischen Meisterschaften. Das Startrecht für die Olympischen Spiele in Peking erwarb er beim amerikanischen Qualifikationsturnier in Port of Spain/Trinidad. Er besiegte dort Deivi Julio Blanco aus Kolumbien (6:5), Jorge Quinones aus Ecuador (9:9, 20:20, 4:1) und Rafael Lima aus Brasilien (6:5) jeweils knapp nach Punkten. Im Endkampf unterlag er dann klar gegen Osmay Acosta aus Kuba (1:12). Mit dem Erreichen des Finales qualifizierte er sich für die Olympischen Spiele 2008.
Bei der Russlandreise der US-amerikanischen Nationalstaffel gelang Deontay Wilder in Magnitogorsk gegen den russischen Vize-Weltmeister Rachim Tschakchijew überraschend ein knapper Punktsieg (11:10), verlor dann in Nowosibirsk gegen Jewgeni Romanow durch Abbruch in der dritten Runde. Beim Länderkampf USA gegen die Dominikanische Republik in Chattanooga besiegte er Juan de Jesús Pareles durch Abbruch in der dritten Runde und beim letzten Olympiatest der USA-Nationalstaffel gewann er über den Chinesen Yushan Nijati durch Abbruch in der zweiten Runde.
Bei den Olympischen Spielen gewann Wilder die Bronzemedaille. Im Achtelfinale besiegte er den Algerier Abdelaziz Toulbini mit 10:4 Punkten. Gegen den Marokkaner Mohamed Arjaoui setzte er sich im Viertelfinale knapp durch. Im Halbfinale gegen den amtierenden Weltmeister Clemente Russo aus Italien war er klar unterlegen und verlor mit 1:7 Punkten.

## Profikarriere
Nach seiner Teilnahme an den Olympischen Spielen wurde Deontay Wilder Profi. Er unterschrieb Verträge bei Shelly Finkel und Golden Boy Promotions, der Promotionsfirma von Óscar de la Hoya. Seinen ersten Profikampf bestritt er, unter dem Kampfnamen „The Bronze Bomber“, gegen Ethan Cox, den er durch einen technischen K. o. in der zweiten Runde bezwingen konnte. Im Dezember 2012 gewann er den Amerikanisch-Kontinentalen Meistertitel der WBC durch einen schweren K.-o.-Sieg in der dritten Runde gegen den bis dahin ungeschlagenen Kelvin Price (Bilanz 15-0).
Am 27. April 2013 besiegte er den Olympiasieger im Superschwergewicht von 2000 Audley Harrison durch technischen K. o. in der ersten Runde. Den ehemaligen WBO-Weltmeister Sjarhej Ljachowitsch knockte er am 9. August 2013 in der ersten Runde klassisch aus. Dies gelang ihm auch am 15. März 2014 gegen den Weltklasseschwergewichtler Malik Scott. Durch diesen Sieg wurde er Herausforderer Nummer 1 auf den WBC-Gürtel. Diesen konnte er am 17. Januar 2015 gegen Bermane Stiverne, trotz einer Verletzung seiner rechten Schlaghand, die er sich früh im Kampf zugezogen hatte, einstimmig nach Punkten gewinnen und wurde dadurch der erste US-amerikanische Schwergewichtsweltmeister seit 2007. Stiverne, der als sehr guter Nehmer gilt, musste am Ende der zweiten Runde zum ersten Mal in seiner gesamten Karriere zu Boden gehen.

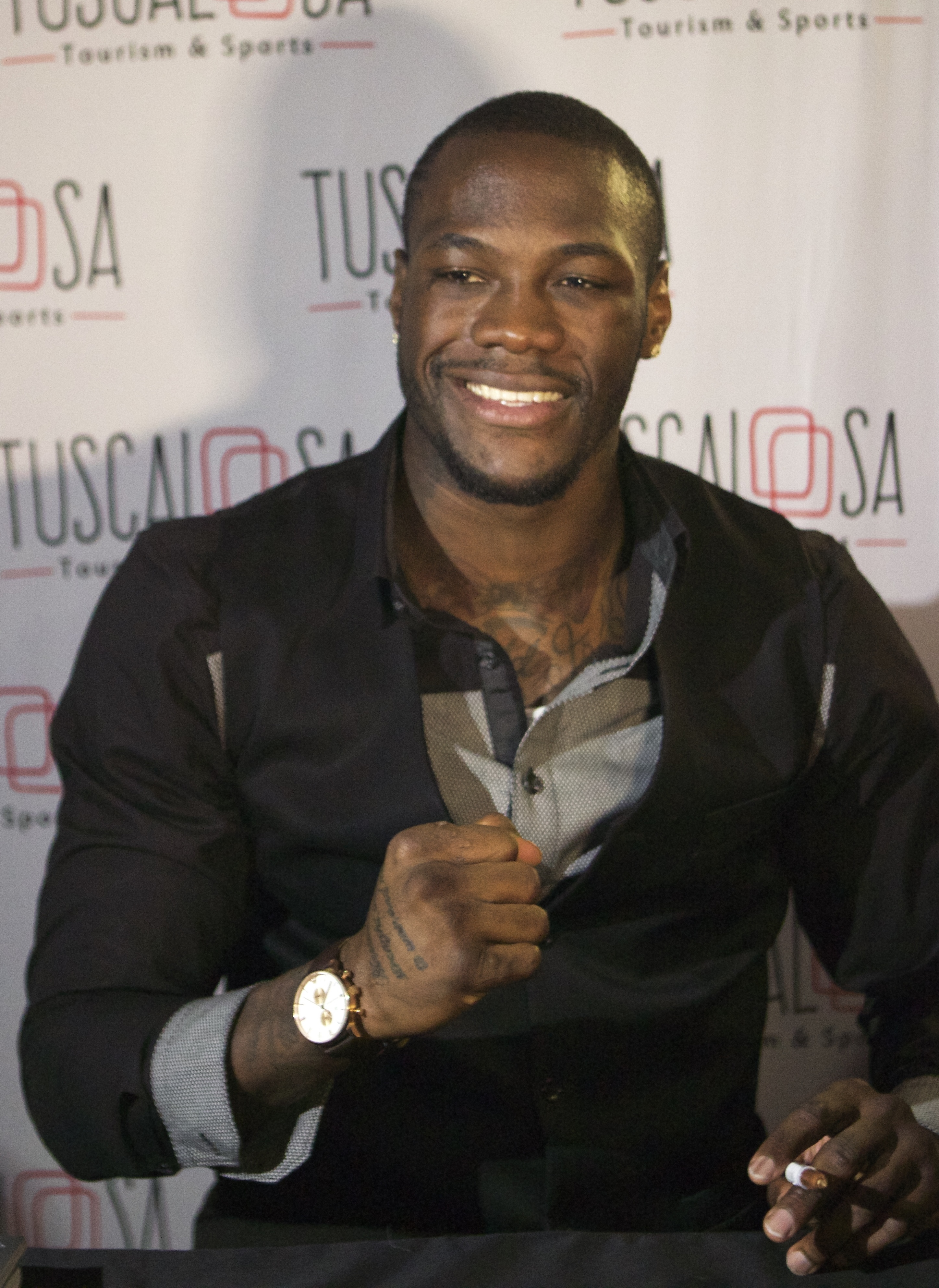
Deontay Wilder 2015

Bis zu seinem Sieg über Stiverne gewann Wilder 32 Kämpfe alle durch K. o. Dabei kam keiner seiner Gegner über die vierte Runde hinaus.
Wilder wurde somit Schwergewichtsweltmeister mit einer K.-o.-Quote von 96,97 % bei einem der bedeutendsten Verbänden (WBC); dies gelang in dieser Gewichtsklasse vor ihm noch keinem anderen Boxer. Am 9. April 2016 brach der Brite Anthony Joshua diesen Rekord, als er im IBF-Weltmeisterschaftskampf den US-Amerikaner Charles Martin in Runde 2 in der The O2 Arena in London stoppte und mit einer 100%igen K.-o.-Quote Weltmeister im Schwergewicht wurde.
Wilders aktuelle K.-o.-Quote (Stand Februar 2020) ist 93,18 %
Seine erste Titelverteidigung gelang ihm im Juni 2015 durch schweren K. o. in Runde 9 gegen den ehemaligen Nordamerikameister Eric Molina. Molina ging in Runde 4 einmal und in Runde 5 zweimal zu Boden. Wilder boxte fast komplett ohne Deckung und setzte seine Schlaghand insgesamt eher selten ein.
Drei Monate später verteidigte er seinen Gürtel gegen den 1,96 m großen französischen Linksausleger Johann Duhaupas, dem er in der 11. Runde die erste K.-o.-Niederlage beibrachte. Der zähe Franzose, dessen Kinn als eines der härtesten gilt und der in seiner bisherigen Karriere nie zu Boden gehen musste, steckte insgesamt viele harte Treffer ein. In diesem Gefecht überraschte Wilder viele Boxfans und Boxexperten, als er zum ersten Mal unter Beweis stellte, dass er auch im Infight und in der Halbdistanz sehr gut und auch generell sehr variabel boxen kann; so brachte er zum Beispiel einige harte Uppercuts ins Ziel.
Bei seiner dritten freiwilligen Titelverteidigung traf Wilder am 16. Januar 2016 im Barclays Center, im New Yorker Stadtteil Brooklyn, auf den Polen Artur Szpilka, der bis dahin nur einen Kampf verloren hatte. In der 9. Runde ging Szpilka nach einem harten Treffer k. o. und war mehrere Minuten bewusstlos. Er wurde aus dem Ring getragen und unmittelbar ins Krankenhaus gebracht. Bis zum K. o. boxte der von Ronnie Shields trainierte Rechtsausleger sehr gut und lieferte dem Titelträger einen guten Kampf.
Für den 21. Mai 2016 war ein Kampf gegen Alexander Powetkin angesetzt. Dieser Kampf musste verschoben werden, da bei dem Russen im Vorfeld ein positiver Dopingtest abgenommen wurde. Wilder erklärte daraufhin, nicht mehr gegen Powetkin boxen zu wollen, da er Dopingsündern keine Toleranz entgegenbringen könne. Der WBC ging dem Wunsch Wilders nach.
Am 16. Juli verteidigte Wilder in Birmingham (Alabama) seinen Gürtel gegen den US-Amerikaner Chris Arreola. Wilder war von Anfang an überlegen und trieb seinen Gegner durch den Ring. Ende der 4. Runde hatte er Arreola nahe am Knockout. Dieser hing in den Seilen und konnte durch den Gong ein vorzeitiges Aus vermeiden. Nach der 8. Runde warf Arreolas Trainer Henry Ramirez das Handtuch, so dass Wilder den Kampf durch Aufgabe gewann. In diesem Wettstreit zog sich Wilder eine schwere Verletzung an der rechten Hand zu, sodass er mehrere Monate pausieren musste.
Ursprünglich sollte Deontay Wilder nach der Genesung am 25. Februar 2017 gegen den Polen Andrzej Wawrzyk boxen. Diesem wurde jedoch im Januar Doping nachgewiesen, sodass Wilders Management kurzfristig einen Ersatz finden musste. Als neuer Gegner wurde der US-Amerikaner Gerald Washington verpflichtet. Den Kampf entschied Wilder in der fünften Runde durch Technischen Knockout für sich.
Einen ähnlichen Ablauf gab es beim geplanten Kampf gegen den Kubaner Luis Ortiz, der für den 4. November angesetzt war. Nach einem positiven Dopingtest wurde Ortiz für diesen Kampf gesperrt. Als Ersatzgegner wurde Bermane Stiverne bestimmt, der ebenfalls für den 4. November einen Kampf geplant hatte. Zudem war Stiverne der eigentliche Pflichtherausforderer von Wilder. Am 4. November kam es zum Kampf gegen den Kanadier. Deontay Wilder besiegte Bermane Stiverne in der ersten Runde.
Der Kampf gegen Ortiz wurde am 3. März 2018 im Barclays Center nachgeholt. Wilder hatte sich Ortiz für eine freiwillige Titelverteidigung ausgesucht, womit er bei den Boxfans Pluspunkte sammelte – denn mit dem bis dahin ungeschlagenen „King Kong'“, so Ortiz’ Kampfname, hatte er sich einen Weltklasseschwergewichtler ausgesucht und ging somit ein hohes Risiko ein, den Kampf zu verlieren. Der fast 39-jährige kubanische Rechtsausleger, der bei den Amateuren 343 von 369 Kämpfen siegreich beendet hatte, entschied die ersten vier Runden aufgrund seiner enorm guten boxerischen Fähigkeiten für sich. In der 5. Runde erzielte Wilder einen Niederschlag und gewann diese Runde mit 10:8 Punkten. In der 7. Runde brachte Ortiz Wilder mit einem Schlaghagel in Bedrängnis, doch Wilder überstand die Runde ohne Niederschlag. Als der sehr offensiv boxende Kubaner in der letzten Phase des Kampfes zu ermüden begann, schlug Wilder einen rechten Haken, durch welchen Ortiz zum zweiten Mal zu Boden musste. Mit einem rechten Uppercut durch Wilder ging der nun sichtlich angeschlagene Gegner in der 10. Runde zum 3. Mal zu Boden, was Ringrichter David Fields veranlasste, den Kampf sofort abzubrechen. Wilder ging somit als Sieger durch Technischen K. o. hervor. Bis dahin lag Wilder bei allen drei Punktrichtern vorne.
Noch im selben Jahr war eine Titelvereinigung mit dem WBA-, IBF- und WBO-Weltmeister Anthony Joshua geplant. Da sich beide Seiten jedoch nicht einigen konnten, war man auf der Suche nach einem anderen Gegner. Da Klitschko-Bezwinger Tyson Fury am 9. Juni 2018 nach mehr als zweieinhalbjähriger Pause gegen Sefer Seferi erfolgreich sein Comeback gab und am 8. August desselben Jahres Francesco Pianeta besiegte, wurde er vom WBC-Verband unter den Top 15 platziert und kam somit als Gegner infrage. Fury wurde ein Angebot gemacht, dem dieser zustimmte. Der Kampf fand am 1. Dezember 2018 im Staples Center in Los Angeles statt. Der Kampf ging über die volle Distanz und endete unentschieden. Dies hielt im Vorfeld kaum jemand für möglich, zumal Wilder eine solch hohe K.-o.-Rate hatte und Fury zuvor so lange inaktiv gewesen war. Wilder schlug Fury in Runde 9 sowie in Runde 12 zu Boden. Somit boxte Wilder einen weiteren Weltklassemann freiwillig und verteidigte den WBC-Titel zum achten Mal in Folge.
Am 23. November 2019 besiegte Wilder – zur Hälfte des Fights nach Punkten relativ klar zurückliegend – in einem Rematch den Kubaner Luis Ortiz durch klassischen K. o. in der 7. Runde. Am 22. Februar 2020 verlor er den Rückkampf gegen Tyson Fury durch Technischen K. o. in der siebten Runde und damit gleichzeitig den Weltmeistertitel des WBC und seine Ungeschlagenheit. Im dritten Kampf gegen Tyson Fury am 9. Oktober 2021 verlor Wilder in der 11. Runde durch K. o. Wilder ging in dieser Begegnung insgesamt dreimal zu Boden, währenddessen Fury zweimal angezählt wurde.

## Boxstil
Wilder hat große Schlagkraft vor allem in seiner rechten Hand und zeichnet sich für einen Boxer seiner Körpergröße (2,01 m) durch eine ungewöhnliche Schnelligkeit, insbesondere eine hohe Schlagfrequenz, aus. Auch ist er für seine Körpergröße ziemlich beweglich. Zudem versteht er es, seine enorme Reichweite (2,11 m) einzusetzen. Mit seiner starken Führhand gelingt es ihm sehr gut, seine Gegner auf Distanz zu halten und sie mit schnellen Schwingern unter Druck zu setzen. Man sagt ihm einen „Killerinstinkt“ nach, da er extrem harte und schnelle Schlaghagel boxen kann.
Er gilt jedoch als technisch limitiert und verlässt sich hauptsächlich auf seine Schlagkraft, um Kämpfe vorzeitig durch K. o. zu entscheiden (er gewann lediglich einen Kampf per Kampfrichterentscheidung). Sein Boxstil gilt insgesamt als unorthodox.

## Liste der Profikämpfe
| 44 Siege (43 K.-o.-Siege), 4 Niederlagen, 1 Unentschieden |               |                                                       |                                                                      |                                                   |
| Jahr                                                      | Tag           | Ort                                                   | Gegner                                                               | Ergebnis für Wilder                               |
| 2008                                                      | 15. November  | Memorial Gymnasium, Nashville, USA                    | Ethan Cox Profidebüt                                                 | Sieg / TKO 2. Runde                               |
| 2009                                                      | 6. März       | Trotter Convention Center, Columbus, Mississippi, USA | Shannon Gray                                                         | Sieg / TKO 1. Runde                               |
| 2009                                                      | 14. März      | Duke Energy Convention Center, Cincinnati, USA        | Richard Greene Jr                                                    | Sieg / TKO 1. Runde                               |
| 2009                                                      | 24. April     | UIC Pavilion, Chicago, USA                            | Joseph Rabotte                                                       | Sieg / KO 1. Runde                                |
| 2009                                                      | 23. Mai       | Duke Energy Convention Center, Cincinnati, USA        | Charles Brown                                                        | Sieg / KO 1. Runde                                |
| 2009                                                      | 26. Juni      | Desert Diamond Casino, Tucson, USA                    | Kelsey Arnold                                                        | Sieg / KO 1. Runde                                |
| 2009                                                      | 14. August    | Desert Diamond Casino, Tucson, USA                    | Travis Allen                                                         | Sieg / TKO 1. Runde                               |
| 2009                                                      | 28. November  | Duke Energy Convention Center, Cincinnati, USA        | Jerry Vaughn                                                         | Sieg / KO 1. Runde                                |
| 2010                                                      | 2. April      | Hard Rock Hotel and Casino, Las Vegas, USA            | Ty Cobb                                                              | Sieg / KO 1. Runde                                |
| 2010                                                      | 30. April     | Tropicana Resort & Casino, Las Vegas, USA             | Alvaro Morales                                                       | Sieg / KO 3. Runde                                |
| 2010                                                      | 3. Juli       | Club Palace, Hattiesburg, USA                         | Dustin Nichols                                                       | Sieg / TKO 1. Runde                               |
| 2010                                                      | 25. November  | Fitzgerald’s Casino & Hotel, Tunica, USA              | Shannon Caudle                                                       | Sieg / KO 1. Runde                                |
| 2010                                                      | 15. Oktober   | Fantasy Springs Resort Casino, Indio, USA             | Harold Sconiers                                                      | Sieg / TKO 4. Runde                               |
| 2010                                                      | 2. Dezember   | Hilton Towers Ballroom, Lafayette, USA                | Danny Sheehan                                                        | Sieg / KO 1. Runde                                |
| 2011                                                      | 19. Februar   | Shelton State Community College, Tuscaloosa, USA      | DeAndrey Abron                                                       | Sieg / TKO 2. Runde                               |
| 2011                                                      | 6. Mai        | Fantasy Springs Resort Casino, Indio, USA             | Reggie Pena                                                          | Sieg / TKO 1. Runde                               |
| 2011                                                      | 18. Juni      | Tuscaloosa Amphitheater, Tuscaloosa, USA              | Damon Reed                                                           | Sieg / KO 2. Runde                                |
| 2011                                                      | 27. August    | Water Oaks Farm Arena, Tuscaloosa, USA                | Dominique Alexander                                                  | Sieg / TKO 2. Runde                               |
| 2011                                                      | 5. November   | Centro de Cancun, Cancún, Mexiko                      | Daniel Cota                                                          | Sieg / KO 3. Runde                                |
| 2011                                                      | 26. November  | U.S. Bank Arena, Cincinnati, USA                      | David Long                                                           | Sieg / KO 1. Runde                                |
| 2012                                                      | 25. Februar   | Scottrade Center, St. Louis, USA                      | Marlon Hayes                                                         | Sieg / TKO 4. Runde                               |
| 2012                                                      | 26. Mai       | Oasis Hotel Complex, Cancún, Mexiko                   | Jesse Oltmanns                                                       | Sieg / KO 1. Runde                                |
| 2012                                                      | 23. Juni      | Killer Buzz Arena, Tuscaloosa, USA                    | Owen Beck                                                            | Sieg / TKO 3. Runde                               |
| 2012                                                      | 4. August     | Mobile Civic Center-Expo Hall, Mobile, USA            | Kertson Manswell                                                     | Sieg / TKO 1. Runde                               |
| 2012                                                      | 8. September  | The Hangar, Costa Mesa, USA                           | Damon McCreary                                                       | Sieg / KO 2. Runde                                |
| 2012                                                      | 15. Dezember  | Los Angeles Memorial Sports Arena, Los Angeles, USA   | Kelvin Price WBC-Continental Schwergewicht-Meisterschaft             | Sieg / KO 3. Runde                                |
| 2013                                                      | 19. Januar    | Centro de Convenciones, Villahermosa, Mexiko          | Matthew Greer                                                        | Sieg / KO 2. Runde                                |
| 2013                                                      | 27. April     | Sheffield Arena, Sheffield, Großbritannien            | Audley Harrison                                                      | Sieg / TKO 1. Runde                               |
| 2013                                                      | 9. August     | Fantasy Springs Casino, Indio, USA                    | Sjarhej Ljachowitsch WBC-Continental Schwergewicht-Titelverteidigung | Sieg / KO 1. Runde                                |
| 2013                                                      | 26. Oktober   | Boardwalk Hall, Atlantic City, USA                    | Nicolai Firtha WBC-Continental Schwergewicht-Titelverteidigung       | Sieg / KO 4. Runde                                |
| 2014                                                      | 15. März      | Coliseo Rubén Rodríguez, Bayamón, Puerto Rico         | Malik Scott                                                          | Sieg / KO 1. Runde                                |
| 2014                                                      | 16. August    | StubHub Center, Carson, USA                           | Jason Gavern                                                         | Sieg / TKO 4. Runde                               |
| 2015                                                      | 17. Januar    | MGM Grand Garden Arena, Las Vegas, USA                | Bermane Stiverne WBC-Schwergewicht-Weltmeisterschaft                 | Punktsieg (einstimmig) / 12 Runden                |
| 2015                                                      | 13. Juni      | Bartow Arena, Birmingham, USA                         | Eric Molina WBC-Schwergewicht-Titelverteidigung                      | Sieg / KO 9. Runde                                |
| 2015                                                      | 26. September | Legacy Arena, Birmingham, USA                         | Johann Duhaupas WBC-Schwergewicht-Titelverteidigung                  | Sieg / TKO 11. Runde                              |
| 2016                                                      | 16. Januar    | Barclays Center, Brooklyn, USA                        | Artur Szpilka WBC-Schwergewicht-Titelverteidigung                    | Sieg / KO 9. Runde                                |
| 2016                                                      | 16. Juli      | Legacy Arena, Birmingham, USA                         | Chris Arreola WBC-Schwergewicht-Titelverteidigung                    | Sieg / Aufgabe 8. Runde                           |
| 2017                                                      | 25. Februar   | Legacy Arena, Birmingham, USA                         | Gerald Washington WBC-Schwergewicht-Titelverteidigung                | Sieg / TKO 5. Runde                               |
| 2017                                                      | 4. November   | Barclays Center, Brooklyn, USA                        | Bermane Stiverne WBC-Schwergewicht-Titelverteidigung                 | Sieg / KO 1. Runde                                |
| 2018                                                      | 3. März       | Barclays Center, Brooklyn, USA                        | Luis Ortiz WBC-Schwergewicht-Titelverteidigung                       | Sieg / TKO 10. Runde                              |
| 2018                                                      | 1. Dezember   | Staples Center, Los Angeles, USA                      | Tyson Fury WBC-Schwergewicht-Titelverteidigung                       | Unentschieden (geteilte Entscheidung) / 12 Runden |
| 2019                                                      | 18. Mai       | Barclays Center, Brooklyn, USA                        | Dominic Breazeale WBC-Schwergewicht-Titelverteidigung                | Sieg / KO 1. Runde                                |
| 2019                                                      | 23. November  | MGM Grand Garden Arena, Las Vegas, USA                | Luis Ortiz WBC-Schwergewicht-Titelverteidigung                       | Sieg / KO 7. Runde                                |
| 2020                                                      | 22. Februar   | MGM Grand Garden Arena, Las Vegas, USA                | Tyson Fury WBC-Schwergewicht-Titelverteidigung                       | Niederlage / TKO 7. Runde                         |
| 2021                                                      | 9. Oktober    | T-Mobile Arena, Paradise, USA                         | Tyson Fury WBC-Schwergewicht-Weltmeisterschaft                       | Niederlage / KO 11. Runde                         |
| 2022                                                      | 15. Oktober   | Barclays Center, Brooklyn, USA                        | Robert Helenius                                                      | Sieg / KO 1. Runde                                |
| 2023                                                      | 23. Dezember  | Kingdom Arena, Riad, Saudi-Arabien                    | Joseph Parker                                                        | Punktniederlage (einstimmig) / 12 Runden          |
| 2024                                                      | 1. Juni       | Kingdom Arena, Riad, Saudi-Arabien                    | Zhang Zhilei                                                         | Niederlage / TKO 5. Runde                         |
| 2025                                                      | 25. Juni      | Charles Koch Arena, Wichita, USA                      | Tyrrell Anthony Herndon                                              | Sieg / TKO 7. Runde                               |
| Quelle: Deontay Wilder in der BoxRec-Datenbank            |               |                                                       |                                                                      |                                                   |

## Erfolge
Als Amateur
- National Golden Gloves (Chattanooga): Sieger 2007 im Schwergewicht
- US-amerikanische Meisterschaften (Colorado Springs): Sieger 2007 im Schwergewicht
- US-amerikanische Olympiaqualifikation (Houston): Sieger 2007 im Schwergewicht
- Pre-Olympic-Turnier (Peking): Zweiter 2007 im Schwergewicht
- Weltmeisterschaften: Teilnehmer 2007 im Schwergewicht
- Amerikanische Olympiaqualifikation (Port of Spain): Zweiter 2008 im Schwergewicht
- International Three Nations Meeting (Bridgeport): Sieger 2008 im Schwergewicht
- Olympische Spiele (Peking): Dritter 2008 im Schwergewicht

Siegreiche Länderkämpfe
- Zunyi/China 2007, USA vs. Kasachstan, Abbruch-Sieger 3. Runde über Chamasat Gelitschkanow im Schwergewicht,
- Magnitogorsk 2008, Russland vs. USA, Punktsieger über Rachim Tschakchijew im Schwergewicht,
- Chattanooga 2008, USA vs. die Dominikanische Republik, Abbruch-Sieger 3. Runde über Juan de Jesús Paredes im Schwergewicht

Als Profi
- 15. Dezember 2012: WBC-Kontinental-Amerika-Meister im Schwergewicht (2 Titelverteidigungen)
- 17. Januar 2015: WBC-Weltmeister im Schwergewicht (10 Titelverteidigungen)

Rekorde
- Schwergewichtsweltmeister mit der höchsten K.-o.-Quote (96,97 %) bei einem der bedeutendsten Verbänden (WBC) aller Zeiten geworden
- Schwergewichtsweltmeister mit der höchsten K.-o.-Quote aller Zeiten (97,06 %) bei einem der bedeutendsten Verbänden (WBC)
eigenen Rekord gebrochen